# Spermatogeneza

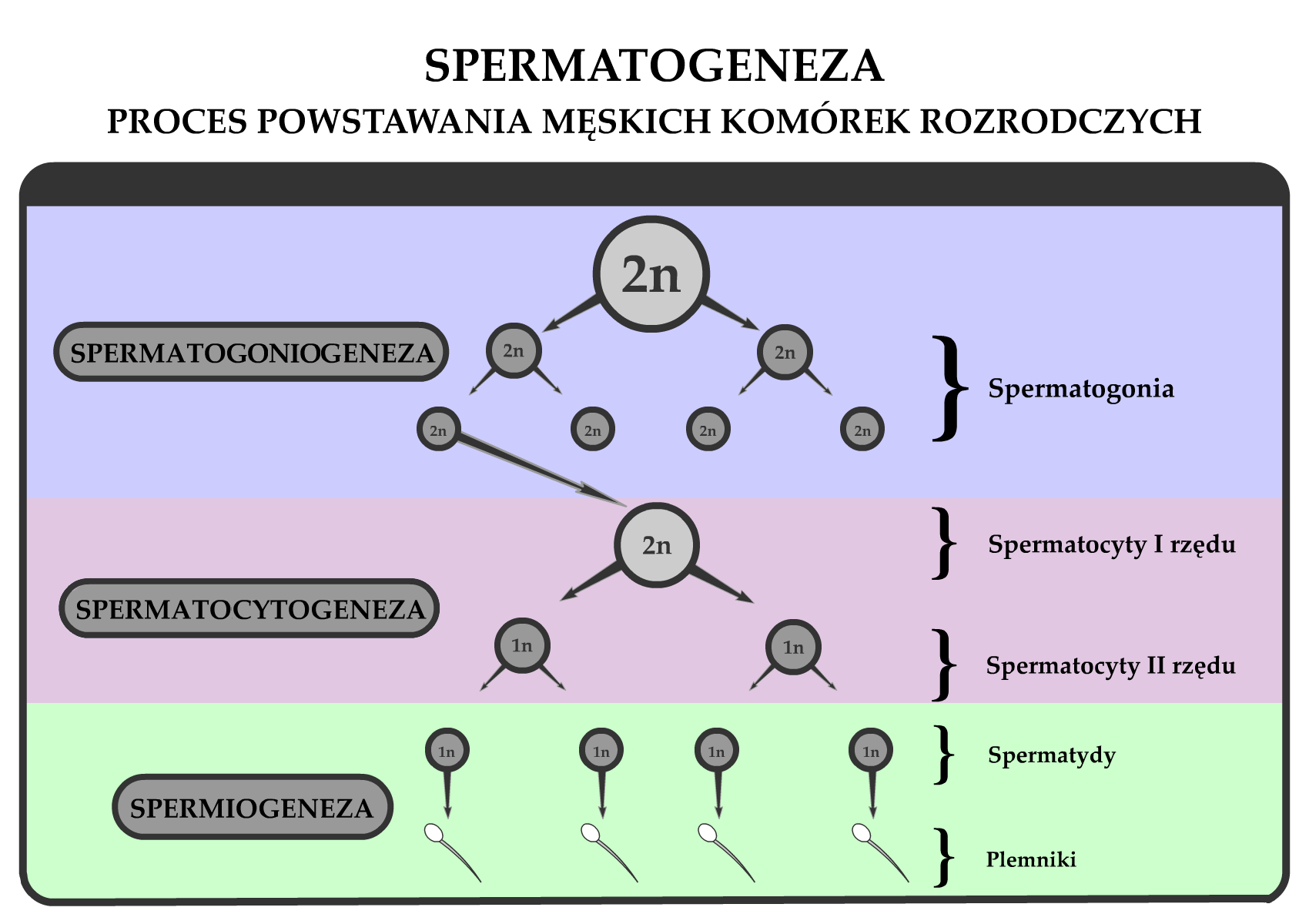
Schemat powstawania męskich komórek rozrodczych

Nabłonek plemnikotwórczy jąder:
1. błona podstawna,
2. spermatogonia,
3. spermatocyt I rzędu,
4. spermatocyt II rzędu,
5. spermatyda,
6. dojrzała spermatyda,
7. komórka Sertolego,
8. obwódka zamykająca (bariera krew-jądro)

Spermatogeneza (spermogeneza) – proces powstawania i dojrzewania plemników – gamet męskich, który odbywa się w jądrach – gonadach męskich.
Dzięki niemu komórki macierzyste (spermatogonia) rozwijają się w dojrzałe plemniki. Proces ten rozpoczyna się w okresie pokwitania i ma trzy fazy: spermatogoniogenezę (podziały mitotyczne), spermatocytogenezę (podziały mejotyczne) oraz spermiogenezę (przeobrażenie spermatyd w plemniki). Zachodzi on w kanalikach nasiennych jądra.

## Spermatogoniogeneza
Spermatogonia typu A stale dzielą się mitotycznie, stanowiąc źródło komórek, z których wykształcą się plemniki. Niektóre spermatogonie typu A dają początek kolejnym generacjom spermatogonii typu A, wychodząc z pierwotnej populacji komórek macierzystych. Inne natomiast, dzieląc się mitotycznie przekształcają się w spermatogonie typu B, które z kolei dzieląc się również mitotycznie tworzą spermatocyty I rzędu. Komórki powstałe w wyniku podziałów mitotycznych są połączone ze sobą mostkami cytoplazmatycznymi, powstałymi w wyniku niedokończonych podziałów cytoplazmy.

## Spermatocytogeneza
Spermatocyty I rzędu przechodzą przez trwającą 22-24 dni profazę, po której już szybko przechodzą przez kolejne stadia mejozy (metafazę, anafazę i telofazę). Tworzą się spermatocyty II rzędu. Drugi podział mejotyczny (ekwacyjny) kończy się powstaniem dwóch spermatyd. Połączenia cytoplazmatyczne są nadal obecne, więc spermatydy tworzą łańcuch wielu komórek.
Spermatocyty I rzędu i II rzędu oraz spermatydy są otoczone przez komórki podporowe, zwane komórkami Sertolego, które pełnią istotne funkcje w rozwoju plemników. Należą do jednego z elementów bariery krew-jądro. Spermatogonia nie są otoczone przez komórki Sertolego. 

## Spermiogeneza
Jest to proces, w którym w wyniku wielu zmian dochodzi do przekształcenia spermatydy w plemnik. Przebiega w etapach:
- wytwarzany jest akrosom poprzez zlewanie się diktiosomów aparatu Golgiego. Zajmuje on ponad połowę powierzchni jądra plemnika. Zawiera on enzymy, dzięki którym plemnik będzie mógł przeniknąć przez osłonki komórki jajowej (reakcja akrosomowa)
- kondensacja jądra
- wytworzenie szyjki, wstawki, z licznymi mitochondriami oraz witki
- utrata większości cytoplazmy - spermiacja.